# Pomonte (Gualdo Cattaneo)
Pomonte è una frazione del comune di Gualdo Cattaneo, in provincia di Perugia.
Il borgo si trova a 461 m s.l.m., sulle colline che separano la valle del torrente Puglia dalla valle Umbra.

## Storia
Fu un feudo dei conti di Antignano, la cui contea si estendeva dal castello localizzato sulle colline sopra Bevagna fin verso il territorio di Gualdo.
Nel 1305, per porre fine alle scaramucce con i duchi di Spoleto, il cui rettore era Deoticlezio, i rappresentanti di Pomonte furono convocati nella cattedrale di Foligno per cercare un accordo.
Nell'anno 1318, invece, si verificò una rivolta contro i guelfi, che volevano tributi e pretendevano la difesa della chiesa locale con le armi: essi si dichiararono seguaci di Federico I da Montefeltro, che in quel periodo cercava la supremazia in Umbria.
Poi, nel 1322, Todi assunse la giurisdizione sul castello. Nel 1368 appartenne a Bonifacio Tancredi di Rosciano. Quindi toccò ai Trinci di Foligno, con Corrado IV che ne diventò vicario nel 1421.
Seguì un periodo sotto i bettonesi Crispolti (dal 1451) e poi sotto la diretta giurisdizione della Santa Sede, dal 1658.
Nel 1802 fu annesso al territorio di Gualdo Cattaneo.
Durante la seconda guerra mondiale, nel 1943, il castello divenne alloggio di un comando tedesco; nel 1944 i partigiani si riappropriarono di tutte le proprietà in esso contenute.

## Monumenti e luoghi d'interesse
- Palazzo baronale, a pianta quadrilatera, con piccole torri angolari dotate di scarpe che arrivano fino a metà altezza del palazzo;
- Rocca dell'Albornoz ("castellaccio"), medievale, ridotto allo stato di rudere;
- Forte di Gregorio XII (1415), collocato sotto la rocca e ben conservato.

## Cultura

### Eventi
Nel mese di agosto vi si svolge la festa della "cotta del carbone", durante la quale si rievoca la produzione del carbone vegetale.